# Consequências da Peste Negra
As consequências da Peste Negra tiveram efeitos imediatos e de longo prazo na população humana em todo o mundo. Estas incluem uma série de convulsões biológicas, sociais, econômicas, políticas e religiosas que tiveram profundos efeitos no curso da história mundial, especialmente na História da Europa. Muitas vezes referida simplesmente como "A Peste", a Peste Negra foi uma das pandemias mais devastadoras da História, com seu pico na Europa entre 1348 e 1350, com cerca de um terço da população do continente sucumbindo à doença. Os historiadores estimam que reduziu a população mundial total de 475 milhões para entre 350 e 375 milhões. Na maior parte da Europa, demorou quase 80 anos para que o tamanho da população se recuperasse e, em algumas áreas, mais de 150 anos.
Do ponto de vista de muitos dos sobreviventes, o efeito da praga pode ter sido favorável, já que a redução maciça da força de trabalho significou que sua mão-de-obra ficou repentinamente em maior demanda. RH Hilton argumentou que os camponeses ingleses que sobreviveram descobriram que sua situação melhorou muito. Para muitos europeus, o século XV foi uma época de ouro de prosperidade e novas oportunidades. A terra era abundante, os salários altos e a servidão havia praticamente desaparecido. Um século depois, com a retomada do crescimento populacional, as classes mais baixas voltaram a enfrentar a privação e a fome.

## Número de mortos
Veja também: Demografia medieval
Os números do número de mortos variam amplamente de acordo com a área e de fonte para fonte e as estimativas são freqüentemente revisadas à medida que pesquisas históricas trazem novas descobertas à luz. A maioria dos estudiosos estima que a Peste Negra matou até 75 milhões de pessoas  in the 14th century, at a time when the entire world population was still less than 500 million.no século XIV, numa época em que a população mundial ainda era inferior a 500 milhões. Mesmo onde o registro histórico é considerado confiável, apenas estimativas grosseiras do número total de mortes pela peste são possíveis.

### Europa
A Europa sofreu um número de mortos especialmente significativo devido à peste. As estimativas modernas variam entre cerca de um terço e metade da população europeia total no período de cinco anos de 1347 a 1351 morreu, durante o qual as áreas mais severamente afetadas podem ter perdido até 80 por cento da população. O cronista contemporâneo Jean Froissart, incidentalmente, estimou o número de vítimas em um terço, o que os estudiosos modernos consideram uma avaliação menos precisa do que uma alusão ao Livro do Apocalipse para sugerir o escopo da praga. Mortes não foram distribuídas uniformemente pela Europa, com algumas áreas afetadas muito pouco enquanto outras foram totalmente despovoadas. 
A Peste Negra atingiu a cultura de vilas e cidades de forma desproporcional, embora as áreas rurais (onde vivia a maior parte da população na época) também tenham sido afetadas de forma significativa. As cidades maiores estavam em pior situação, já que a densidade populacional e os bairros próximos tornaram a transmissão de doenças mais fácil. As cidades também eram incrivelmente sujas, infestadas de piolhos, pulgas e ratos, e sujeitas a doenças causadas por desnutrição e falta de higiene. A população de Florença foi reduzida de 110.000-120.000 habitantes em 1338 para 50.000 em 1351. Entre 60 e 70 por cento das populações de Hamburgo e Bremen morreram. Na Provença, Dauphiné e da Normandia, os historiadores observam uma diminuição de 60% das lareiras fiscais. Em algumas regiões, dois terços da população foram aniquilados. Na cidade de Givry, na região francesa de Borgonha, o frade local, que costumava registrar de 28 a 29 funerais por ano, registrou 649 mortes em 1348, metade delas em setembro. Cerca de metade da população de Perpignan morreu ao longo de vários meses (apenas dois dos oito médicos sobreviveram à peste). Mais de 60 por cento da população da Noruega morreu entre 1348 e 1350.  Londres pode ter perdido dois terços de sua população durante o surto de 1348-49. A Inglaterra como um todo pode ter perdido 70 por cento de sua população, que diminuiu de 7 milhões antes da peste para 2 milhões em 1400. 
Alguns lugares, incluindo o Reino da Polônia, partes da Hungria, a região de Brabant, Hainaut e Limbourg (na Bélgica moderna), bem como Santiago de Compostela, não foram afetados por razões desconhecidas. Alguns historiadores presumiram que a presença de grupos sanguíneos resistentes na população local os ajudou a resistir à infecção, embora essas regiões tenham sido afetadas pelo segundo surto de peste em 1360-63 (a "pequena mortalidade") e, posteriormente, durante os numerosos ressurgimentos da peste (em 1366-69, 1374-75, 1400, 1407, etc.). Outras áreas que escaparam da peste foram isoladas em regiões montanhosas (por exemplo, os Pirenéus).
Todas as classes sociais foram afetadas, embora as classes mais baixas, vivendo juntas em lugares insalubres, fossem as mais vulneráveis. Alfonso XI de Castela e Joana de Navarra (filha de Luís X le Hutin e Margarida da Borgonha) foram os únicos monarcas europeus a morrer da peste, mas Pedro IV de Aragão perdeu sua esposa, filha e uma sobrinha em seis meses. Joana da Inglaterra, filha de Eduardo III, morreu em Bordéus a caminho de Castela para se casar com o filho de Alfonso, Pedro. O imperador bizantino perdeu seu filho, enquanto no Reino da França, Bonne de Luxemburgo, esposa do futuro João II da França, morreu de peste.

### Ásia
As estimativas do efeito demográfico da peste na Ásia são baseadas em dados populacionais durante esse tempo e estimativas do número de vítimas da doença nos centros populacionais. O surto de peste mais grave, na província chinesa de Hubei, em 1334, atingiu 80% da população. A China teve várias epidemias e fomes de 1200 a 1350 e sua população diminuiu de cerca de 125 milhões para 65 milhões no final do século XIV. 
O efeito demográfico preciso da doença no Oriente Médio é muito difícil de calcular. A mortalidade foi particularmente alta nas áreas rurais, incluindo áreas significativas de Gaza e Síria. Muitos habitantes rurais fugiram, deixando seus campos e plantações, e províncias rurais inteiras foram registradas como totalmente despovoadas. Os registros de sobrevivência em algumas cidades revelam um número devastador de mortes. O surto de 1348 em Gaza deixou cerca de 10.000 mortos, enquanto Aleppo registrou uma taxa de mortalidade de 500 por dia durante o mesmo ano. Em damasco, no pico da doença em setembro e outubro de 1348, mil mortes foram registradas todos os dias, com mortalidade geral estimada entre 25 e 38 por cento. A Síria perdeu um total de 400.000 pessoas quando a epidemia diminuiu em março de 1349. Em contraste com algumas estimativas de mortalidade mais altas na Ásia e na Europa, estudiosos como John Fields do Trinity College em Dublin acreditam que a taxa de mortalidade no Oriente Médio era inferior a um terço da população total, com taxas mais altas em áreas selecionadas.

## Efeitos sociais, ambientais e econômicos
Como os curandeiros do século XIV não conseguiam explicar a causa da Peste Negra, muitos europeus atribuíram forças sobrenaturais, terremotos e conspirações maliciosas, entre outras coisas, como possíveis razões para o surgimento da peste. Ninguém no século XIV considerava o controle de ratos uma forma de evitar a praga, e as pessoas começaram a acreditar que somente a ira de Deus poderia produzir tais demonstrações horríveis de sofrimento e morte. Giovanni Boccaccio, escritor e poeta italiano da época, questionou se foi enviado por Deus para sua correção, ou se veio por influência dos corpos celestes. Os cristãos acusaram os judeus de envenenar o abastecimento público de água em uma tentativa de arruinar a civilização europeia. A disseminação deste boato levou à destruição completa de cidades judaicas inteiras. Em fevereiro de 1349, 2000 judeus foram assassinados em Estrasburgo. Em agosto do mesmo ano, as comunidades judaicas de Mainz e Colônia foram assassinadas. 
No que diz respeito às autoridades governamentais, a maioria dos monarcas instituiu medidas que proibiam as exportações de alimentos, condenavam os especuladores do mercado negro, definiam o controle dos preços dos grãos e proibiam a pesca em grande escala. Na melhor das hipóteses, eles se provaram praticamente inexequíveis. Na pior das hipóteses, eles contribuíram para uma espiral descendente em todo o continente. As terras mais atingidas, como a Inglaterra, não conseguiram comprar grãos da França no exterior por causa da proibição e da maioria dos demais produtores de grãos por causa de quebras de safra por falta de mão de obra. Qualquer grão que pudesse ser embarcado acabou sendo levado por piratas ou saqueadores para serem vendidos no mercado negro. Enquanto isso, muitos dos maiores países, principalmente a Inglaterra e a Escócia, estavam em guerra, gastando muito de seu tesouro e exacerbando a inflação . Em 1337, na véspera da primeira onda da Peste Negra, a Inglaterra e a França entraram em guerra no que viria a ser conhecida como Guerra dos Cem Anos. A desnutrição, a pobreza, as doenças e a fome, juntamente com a guerra, a inflação crescente e outras preocupações econômicas, tornaram a Europa em meados do século XIV madura para a tragédia.
A Europa estava superpovoada antes da peste, e uma redução de 30 a 50 por cento da população poderia ter resultado em salários mais altos e mais terras e alimentos disponíveis para os camponeses, devido à menor competição por recursos. O historiador Walter Scheidel afirma que as ondas de peste após a eclosão inicial da Peste Negra tiveram um efeito nivelador que mudou a proporção da terra para o trabalho, reduzindo o valor da primeira e ao mesmo tempo aumentando o da segunda, o que reduziu a desigualdade econômica tornando os proprietários de terras e empregadores menos abastados, ao mesmo tempo que melhora a situação dos trabalhadores. Ele afirma que “a melhoria observada nos padrões de vida da população trabalhadora estava enraizada no sofrimento e na morte prematura de dezenas de milhões ao longo de várias gerações”. Esse efeito nivelador foi revertido por uma "recuperação demográfica que resultou em uma nova pressão da população". Por outro lado, no quarto de século após a Peste Negra, é claro que na Inglaterra muitos trabalhadores, artesãos e artistas, aqueles que viviam apenas de salários em dinheiro, sofreram uma redução na renda real devido à inflação galopante. Em 1357, um terço das propriedades em Londres não foram utilizadas devido a um grave surto em 1348-1349. No entanto, por razões que ainda são debatidas, os níveis populacionais diminuíram após o primeiro surto da Peste Negra até por volta de 1420 e não começaram a subir novamente até 1470, então o evento inicial da Peste Negra por si só não fornece uma explicação inteiramente satisfatória para esta extensão período de declínio da prosperidade. 

### Efeito no campesinato
A grande perda de população trouxe resultados favoráveis aos camponeses sobreviventes na Inglaterra e na Europa Ocidental. Houve um aumento da mobilidade social, à medida que o despovoamento corroeu ainda mais as obrigações já enfraquecidas dos camponeses de permanecer em suas propriedades tradicionais. O senhorialismo nunca se recuperou. A terra era abundante, os salários altos e a servidão havia praticamente desaparecido. Era possível mover-se e subir mais alto na vida. Filhos e mulheres mais jovens se beneficiaram especialmente. Com a retomada do crescimento populacional, os camponeses novamente enfrentaram privação e fome. 
Na Europa Oriental, em contraste, o renovado rigor das leis amarrou a população camponesa restante com mais força à terra do que nunca por meio da servidão.
Além disso, a grande redução da população da praga trouxe preços de terra mais baratos, mais alimentos para o camponês médio e um aumento relativamente grande na renda per capita do campesinato, se não imediatamente, no século seguinte. Desde que a praga deixou vastas áreas de terras agrícolas sem cuidados, foram disponibilizados para pasto e colocaram mais carne no mercado; o consumo de carne e produtos lácteos aumentou, assim como a exportação de carne e manteiga dos Países Baixos, Escandinávia e norte da Alemanha. No entanto, a classe alta frequentemente tentou impedir essas mudanças, inicialmente na Europa Ocidental, e com mais força e sucesso na Europa Oriental, instituindo leis suntuárias. Estes regulavam o que as pessoas (particularmente da classe camponesa) podiam vestir, de modo que os nobres podiam garantir que os camponeses não começassem a se vestir e agir como um membro da classe superior com sua riqueza aumentada. Outra tática era fixar preços e salários de forma que os camponeses não pudessem exigir mais com o aumento do valor. Na Inglaterra, o Estatuto dos Trabalhadores de 1351 foi aplicado, o que significa que nenhum camponês poderia pedir mais salários do que em 1346. Isso teve sucesso variável dependendo da quantidade de rebelião que inspirou; tal lei foi uma das causas da Revolta dos Camponeses de 1381 na Inglaterra .
O rápido desenvolvimento do uso foi provavelmente uma das consequências da Peste Negra, durante a qual muitos nobres latifundiários morreram, deixando sua propriedade para suas viúvas e menores órfãos. 

### Efeito nos trabalhadores urbanos
Na esteira do declínio populacional drástico provocado pela praga, os salários dispararam e os trabalhadores puderam se mudar para novas localidades em resposta às ofertas salariais. Autoridades locais e reais na Europa Ocidental instituíram controles de salários. Esses controles governamentais buscavam congelar os salários nos níveis anteriores antes da Peste Negra. Na Inglaterra, por exemplo, a Ordenança dos Trabalhadores, promulgada em 1349, e o Estatuto dos Trabalhadores, promulgado em 1351, restringiam os aumentos salariais e a relocação dos trabalhadores. Se os trabalhadores tentassem deixar seu cargo atual, os empregadores tinham o direito de mandá-los para a prisão. O Estatuto foi mal aplicado na maioria das áreas e os salários agrícolas na Inglaterra, em média, dobraram entre 1350 e 1450, embora tenham permanecido estáticos depois disso até o final do século XIX. 
Cohn, comparando vários países, argumenta que essas leis não foram projetadas principalmente para congelar salários. Em vez disso, ele diz que as medidas locais e reais enérgicas para controlar os preços da mão de obra e dos artesãos foram uma resposta aos temores da elite quanto à ganância e a possíveis novos poderes das classes inferiores que ganharam nova liberdade. Cohn diz que as leis refletem a ansiedade que se seguiu aos novos horrores da Peste Negra de mortalidade e destruição em massa, e da ansiedade da elite sobre manifestações como o movimento flagelante e a perseguição de judeus, catalães (na Sicília) e mendigos. 

### Inovação que economiza mão de obra
Por volta de 1200, praticamente toda a bacia do Mediterrâneo e a maior parte do norte da Alemanha haviam sido desmatadas e cultivadas. Flora e fauna indígenas foram substituídas por gramíneas e animais domésticos e florestas domésticas foram perdidas. Com o despovoamento, esse processo foi revertido. Grande parte da vegetação primitiva retornou e campos e pastagens abandonadas foram reflorestadas. 
A Peste Negra incentivou a inovação de tecnologias que economizam trabalho, levando a uma maior produtividade. Houve uma mudança da agricultura de grãos para a pecuária. A agricultura de grãos exigia muito trabalho, mas a criação de animais precisava apenas de um pastor, alguns cães e pastagens. 
A praga trouxe um eventual fim à servidão na Europa Ocidental. O sistema senhorial já estava em apuros, mas a Peste Negra garantiu seu fim em grande parte da Europa ocidental e central por volta de 1500. O severo despovoamento e a migração da vila para as cidades causaram uma aguda escassez de trabalhadores agrícolas. Muitas aldeias foram abandonadas. Na Inglaterra, mais de 1300 aldeias foram abandonadas entre 1350 e 1500.  Os salários dos trabalhadores eram altos, mas o aumento dos salários nominais após a Peste Negra foi inundado pela inflação pós-Peste, de modo que os salários reais caíram. 
A mão-de-obra era tão escassa que os Lordes foram forçados a dar melhores termos de mandato. Isso resultou em aluguéis muito mais baixos na Europa Ocidental. Em 1500, uma nova forma de posse chamada propriedade de direitos autorais tornou-se predominante na Europa. Em cópia, tanto um Senhor quanto um camponês fizeram seu melhor negócio, pelo qual o camponês obteve o uso da terra e o Senhor obteve um pagamento anual fixo e ambos possuíam uma cópia do contrato de posse. A servidão não acabou em todos os lugares. Permaneceu em partes da Europa Ocidental e foi introduzido na Europa Oriental após a Peste Negra. 
Houve mudança na lei de herança. Antes da peste, apenas os filhos e principalmente o filho mais velho herdavam a propriedade ancestral. Após a praga, todos os filhos e filhas começaram a herdar propriedades. 

### Perseguições
Fervor religioso renovado e fanatismo surgiram na esteira da Peste Negra. Alguns europeus visaram "grupos como judeus, frades, estrangeiros, mendigos, peregrinos", leprosos e ciganos, pensando que eram eles os culpados pela crise.
As diferenças nas práticas culturais e de estilo de vida também levaram à perseguição. Quando a praga se espalhou pela Europa em meados do século XIV, aniquilando mais da metade da população, os judeus foram tomados como bodes expiatórios, em parte porque uma melhor higiene entre as comunidades judaicas e o isolamento nos guetos significava que os judeus eram menos afetados. As acusações se espalharam de que os judeus haviam causado a doença envenenando deliberadamente poços. Multidões europeias atacaram assentamentos judeus em toda a Europa; em 1351, 60 comunidades judias principais e 150 menores foram destruídas e mais de 350 massacres separados ocorreram.
De acordo com Joseph P. Byrne, as mulheres também enfrentaram perseguição durante a Peste Negra. Mulheres muçulmanas no Cairo tornaram-se bodes expiatórios quando a peste atingiu. Byrne escreve que em 1438, o sultão do Cairo foi informado por seus advogados religiosos que a chegada da praga foi a punição de Alá pelo pecado de fornicação e que, de acordo com essa teoria, uma lei foi estabelecida declarando que as mulheres não foram autorizados a fazer aparições públicas, pois podem levar os homens a pecar. Byrne descreve que essa lei só foi suspensa quando "os ricos reclamaram que suas empregadas não podiam comprar comida". 

### Religião
A Peste Negra atingiu os mosteiros com muita força por causa da proximidade com os enfermos que buscavam refúgio ali. Isso deixou uma grave escassez de clérigos após o ciclo epidêmico. Eventualmente, as perdas foram substituídas por membros do clero treinados às pressas e inexperientes, muitos dos quais sabiam pouco sobre os rigores de seus predecessores. Novas faculdades foram abertas em universidades estabelecidas, e o processo de treinamento se acelerou. A escassez de padres abriu novas oportunidades para as mulheres leigas assumirem funções de serviço mais extensas e importantes na paróquia local. Flagelantes praticavam auto-flagelação (chicotadas) para expiar pecados. O movimento se popularizou após a Peste Negra. Pode ser que o envolvimento posterior dos flagelantes no hedonismo tenha sido um esforço para acelerar ou absorver a ira de Deus, para encurtar o tempo com que outros sofreram. Mais provavelmente, o foco de atenção e a popularidade de sua causa contribuíram para a sensação de que o próprio mundo estava acabando e que suas ações individuais eram irrelevantes. Os reformadores raramente apontavam para falhas por parte da Igreja em lidar com a catástrofe. 

## Medicina
Embora a Peste Negra tenha destacado as deficiências da ciência médica na era medieval, também levou a mudanças positivas no campo da medicina. Conforme descrito por David Herlihy em A Peste Negra e a Transformação do Oeste, mais ênfase foi colocada nas "investigações anatômicas" após a Peste Negra. Como os indivíduos estudavam o corpo humano mudou notavelmente, tornando-se um processo que lida mais diretamente com o corpo humano em vários estados de doença e saúde. Além disso, nessa época, a importância dos cirurgiões tornou-se mais evidente. 
Uma teoria apresentada por Stephen O'Brien diz que a Peste Negra é provavelmente responsável, por meio da seleção natural, pela alta frequência do defeito genético CCR5-Δ32 em pessoas de ascendência europeia. O gene afeta a função das células T e fornece proteção contra o HIV, a varíola e, possivelmente, a peste, embora, por último, não exista nenhuma explicação sobre como isso faria isso. Isso, no entanto, agora é questionado, visto que o gene CCR5-Δ32 foi encontrado para ser tão comum em amostras de tecido da Idade do Bronze . 

### Arquitetura
A Peste Negra também inspirou a arquitetura europeia a se mover em duas direções diferentes: (1) um renascimento dos estilos greco-romanos e (2) uma nova elaboração do estilo gótico. Igrejas medievais tardias tinham estruturas impressionantes centradas na verticalidade, onde o olhar se dirigia para o teto alto. O estilo gótico básico foi remodelado com decoração elaborada no final do período medieval. Escultores em cidades-estado italianas imitaram o trabalho de seus ancestrais romanos, enquanto escultores no norte da Europa, sem dúvida inspirados pela devastação que testemunharam, deram lugar a uma expressão intensificada de emoção e uma ênfase nas diferenças individuais. Um realismo duro surgiu na arquitetura como na literatura. Imagens de intensa tristeza, cadáveres em decomposição e indivíduos com defeitos e também virtudes emergiram. Ao norte dos Alpes, a pintura atingiu o auge do realismo preciso com a pintura holandesa primitiva de artistas como Jan van Eyck (c. 1390 a 1441). O mundo natural foi reproduzido nessas obras com detalhes meticulosos cujo realismo não era diferente da fotografia. 